# Крижі (Словаччина)
Крижі або Кріже (словац. Kríže) — село в Словаччині, Бардіївському окрузі Пряшівського краю. Розташоване в північно-східній частині Словаччини в Чергівських горах в долині потока Солотвинець (словац. Solotvinec).
Вперше згадується у 1635 році.
В селі є греко-католицька церква Покрови Пресв. Богородиці з 1852 р., культурна пам'ятка національного значення.

## Населення
| Рік:            | 1993 | 2003     | 2013    | 2023     |
| --------------- | ---- | -------- | ------- | -------- |
| Кількість осіб: | 66   | 82       | 79      | 62       |
| Різниця:        |      | +24,24 % | -3,65 % | -21,51 % |

| Рік:            | 2022 | 2023 |
| --------------- | ---- | ---- |
| Кількість осіб: | 62   | 62   |
| Різниця:        |      | +0 % |

В селі проживає 78 осіб.
Національний склад населення (за даними останнього перепису населення — 2001 року):
- словаки — 93,90%
- русини — 1,22%
- українці — 1,22%
- чехи — 1,22%

Склад населення за приналежністю до релігії станом на 2001 рік:
- греко-католики — 81,71%,
- римо-католики — 15,85%,
- не вважають себе віруючими або не належать до жодної вищезгаданої церкви — 2,44%